# Званегат
Званегат (нід. Zwanegat) — селище в нідерландській провінції Південна Голландія. Входить до муніципалітету Гуксе-Вард. Наразі у селищі нараховується близько 40 будинків.

## Галерея

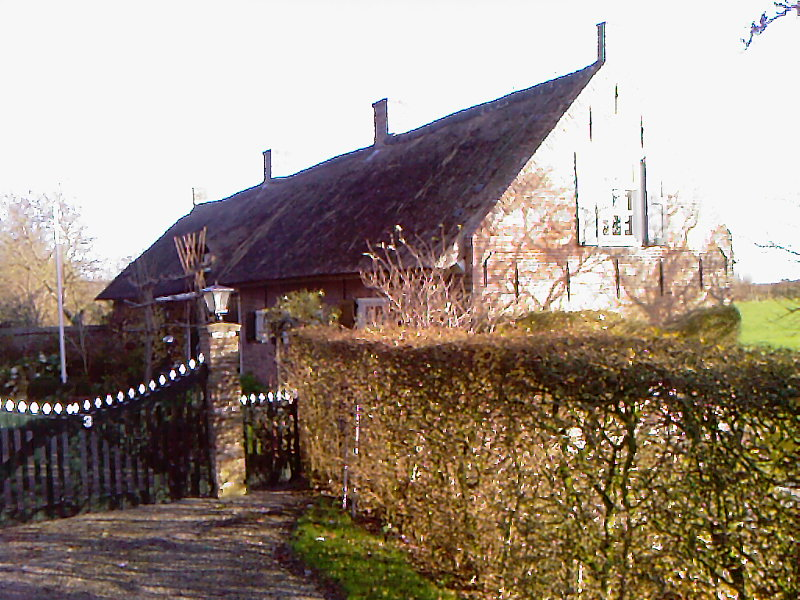
Ферма у Званегаті